# Helene Gayle
Helene D. Gayle (Búfalo, 16 de agosto de 1955) es una psicóloga y médica estadounidense especializada en pediatría y una de los líderes mundiales de la lucha contra el VIH/sida. Fue presidenta de la Sociedad Internacional de SIDA de 2004 a 2006.

## Biografía
Se recibió de psicóloga en Barnard College y de médica en la Universidad Johns Hopkins. Más tarde se doctoró en la Universidad de Pensilvania.

## Carrera
Gayle trabajó 20 años en el Centro para el Control y Prevención  de Enfermedades (CDC) donde se centró principalmente en la lucha contra el VIH/sida, luego fue designada directora del Centro Nacional para el VIH, ITS y la Tuberculosis. Más tarde la Fundación Bill y Melinda Gates la eligió directora del Programa de Salud Reproductiva.